# Apomys microdon
Apomys microdon és una espècie de mamífer rosegador de la família Muridae. És endèmica de les Filipines, més concretament de l'illa de Luzon i de les illes Catanduanes. És una espècie principalment arborícola i el seu hàbitat natural són els boscos secundaris de plana i els boscos primaris de muntanya, on viu a fins a 2.000 msnm.